# オル・パーカー
オル・パーカー（Ol Parker, 本名：オリヴァー・パーカー (Oliver Parker)、1969年6月2日 - ）は、イギリスの脚本家、映画監督。

## 来歴
ロンドン出身。ケンブリッジ大学傘下のクレア・カレッジに学ぶ。『マリーゴールド・ホテルで会いましょう』『マリーゴールド・ホテル 幸せへの第二章』の脚本を執筆したほか、『マンマ・ミーア! ヒア・ウィー・ゴー』の監督としても知られる。
1998年に女優のタンディ・ニュートンと結婚、3人の子供がいる。2022年にニュートンとの別居が報じられた。

## 主な作品

### 脚本
- マリーゴールド・ホテルで会いましょう The Best Exotic Marigold Hotel (2011)
- マリーゴールド・ホテル 幸せへの第二章 The Second Best Exotic Marigold Hotel (2015) 原案も
- クリスマスとよばれた男の子 A Boy Called Christmas (2021) 製作総指揮も[7][8]

### 監督
- 四角い恋愛関係 Imagine Me & You (2005)
- 17歳のエンディングノート Now Is Good (2012)
- マンマ・ミーア! ヒア・ウィー・ゴー Mamma Mia! Here We Go Again (2018) 原案も
- チケット・トゥ・パラダイス Ticket to Paradise (2022)

※全作品脚本も担当。